# آبشار لاکزاپانا
آبشار لاکزاپانا (به انگلیسی: Laxapana Falls) آبشاری است که در کشور سریلانکا واقع شده‌است و بلندترین ریزشگاه آن ۶۲۵ متر ارتفاع دارد. حوضهٔ آبریز این آبشار، رود کلانی است.